# Pierre Lambillotte
Pierre Joseph Lambillotte (Jumet, 16 november 1852 - 13 december 1919) was een Belgisch volksvertegenwoordiger.

## Levensloop
Lambillotte was de oudste van de veertien kinderen van Pierre Lambillotte en Pauline Henrotin. Hij trouwde met Mélanie Masson en ze hadden een dochter.
Beroepshalve was hij glasblazer en nam in 1886 aan de langdurige revolutionaire staking in zijn streek deel. Hij werd ook politiek actief. In 1895 werd hij gemeenteraadslid en schepen van Jumet, tot in 1911.
In 1894 werd hij verkozen tot socialistisch volksvertegenwoordiger voor het arrondissement Charleroi en vervulde dit mandaat tot aan zijn dood. Hij was een trouwe bondgenoot van Jules Destrée.